# Fernand Lefort
Pour les articles homonymes, voir Lefort.
Fernand Lefort, né le 9 octobre 1911 à Paris et mort le 2 octobre 1991 à Saint-Ouen, est un homme politique français. Membre du Parti communiste français, il est maire de Saint-Ouen de 1945 à 1979 et sénateur de la Seine-Saint-Denis de 1968 à 1986.

## Biographie
Métreur en bâtiment, Fernand Lefort adhère au Parti communiste en 1934. Il milite également activement au sein du Mouvement Amsterdam-Pleyel et rejoint l’Union syndicale des techniciens et employés de l’industrie (USTEI). Son engagement syndical lui vaut d’être licencié par son entreprise. Il devient par la suite secrétaire de la section communiste de Saint-Ouen.
Il combat pendant la Seconde guerre mondiale au sein du 6e régiment de tirailleurs algériens. Fait prisonnier le 16 juin 1940, il passe deux ans dans les stalags allemands puis, gravement malade, un an à l’hôpital de guerre de Gerresheim. Il rejoint la résistance en mai 1944 et combat dans les maquis de Haute-Vienne, puis de Vienne.
Membre du conseil municipal après-guerre, il est élu maire de Saint-Ouen en 1945, puis réélu constamment, cédant la fonction à Paulette Fost en 1979. Durant son long mandat, il encourage l'aménagement de la ville qui se dote de nombreux logements et d’équipements scolaires, culturels ou sportifs, et bénéficie de l'extension du métro.
Il est conseiller général de la Seine en 1945, puis de 1953 à 1967 et conseiller général du la Seine-Saint-Denis (canton de Saint-Ouen) de 1967 à 1973.
Suppléant d'Étienne Fajon aux élections législatives de 1967, il est élu sénateur de la Seine-Saint-Denis le 22 septembre 1968 et réélu le 25 septembre 1977, mandat qu'il assure jusqu'au 1er octobre 1986, date à laquelle il ne se représente pas. À la chambre haute, il est nommé membre de la commission des lois constitutionnelles, de législation, du suffrage universel, du règlement et d'administration générale. Il vote contre le projet de loi portant création et organisation des régions en 1972. Il s'engage particulièrement en faveur des anciens combattants.

### Vie privée
Fernand Lefort était marié avec Rachel Epstein, militante communiste, dirigeante de l'Union des femmes françaises, journaliste à l'Humanité,.